# Samsung Star
O Samsung S5230, também conhecido como Samsung Star, Tocco Lite ou Avila, é um celular full touch lançado pela Samsung em 15 de maio de 2009. Foi antecedido pelo SGH-F480 e seu sucessor é Star II, com Wi-Fi e suas funções aprimoradas.

## Especificações Técnicas

### Câmera
- Câmera digital de 3.2 megapixel[2]
- Zoom digital de 2x[2]
- Smile Shot
- Efeitos:
  - Preto e Branco
  - Sepia
  - Negativo
  - Aquarela

### Display
- Touchscreen
- LCD 3 polegadas
- TFT 262 mil cores[2]

### Memória[2]
- 50 megabytes de memória interna
- Memória expansível até 8 gigabytes por microSD.
- 200 SMS e MMS

### Bateria[2]
- 10 horas em conversação
- 33 dias em modo de stand-by
- Íon lítio 1000 MA-h

### Música[2]
- Windows Media Player
- Rádio FM
- Toques MP3
- Toques polifônicos
- Identificador de música

### Vídeo[2]
- Filmadora digital de 3.2 megapixel
- Windows Media Player
- 15 quadros por segundo

### Entretenimento
- Acesso rápido a sites e redes sociais como:
  - Facebook
  - MySpace
  - Picasa
  - Friendster
  - Flickr
  - Youtube
  - Photobucket
- Samsung Fun Club
- Jogos em Java
- RSS Feed

### Mensagens[3]
- Escrita a mão
- Teclado QWERTY
- Envio de e-mail

### Tamanho e Peso[2]
- Peso: 94 g
- Tamanho:
  - Altura: 105 mm
  - Largura: 53 mm
  - Espessura: 12 mm

### Funções de Chamada[2]
- Conferência
- Viva-voz
- Chamada em espera
- Chamada falsa

### Agenda[3]
- 1000 contatos
- Photo Contact
- Discagem rápida

## Recepção

### Info Reviews
No site da info reviews, o celular foi considerado intermediário, devido ao fato de não possui Wi-Fi ou 3G e ganhou nota 7,5 de 10. Num comparativo com o Nokia 5530 feito pelo mesmo site, o celular perdeu por uma diferença de 0,2 de 10, porém ganhou em 2 dos 5 quesitos: Usabilidade e Bateria

## Vendas
Em setembro de 2009 suas vendas já haviam ultrapassado cinco milhões de unidades, após três meses de lançamento. No início de novembro de 2009, o celular atinge a marca de dez milhões de unidades em 6 meses, o mais rápido a atingir essas vendas na Samsung, ultrapassando o Samsung E250 que demorou dez meses para atingir dez milhões. Chegou a ser o mais vendido na Grã-Bretanha, na Itália e nos Países Baixos.

### Aparelhos vendidos por local[3]
| Local          | Aparelhos vendidos |
| -------------- | ------------------ |
| Europa         | 5.000.000          |
| América Latina | 1.600.000          |
| CEI            | 900.000            |
| China          | 800.000            |
| Outros         | 1.700.000          |

- Os dados acima são de 12 de novembro de 2009.

## Variantes
O Samsung Star possui diversas variações, entre elas:
- Samsung Star TV, uma versão do telefone com televisão digital.[8]
- Samsung S5600, uma versão 3G do celular que também difere nas cores, 16 milhões e na bateria, de 980 MA-h. Sua tela é menor, 2.8 polegadas[9]
- Também existe o Samsung S5230W, que possui tecnologia Wi-fi.[7]
- Samsung Star Lite, que possui câmera de 1.3 megapixel e uma bateria de 960 MA-h.[10]
- Samsung S5620B (Star 3G/Monte) também 3G, com câmera de 3.2 megapixel e a função Wi-fi.
- Samsung C3300 também conhecido por Samsung Star Mini (Beat Mix no Brasil)
- Samsung Star II, com Wi-Fi e a interface Touchwiz 3.0